# Kumari, Vradiivka
Kumari (în ucraineană Кумарі) este o comună în raionul Vradiivka, regiunea Mîkolaiiv, Ucraina, formată numai din satul de reședință.

## Demografie
Componența lingvistică a comunei Kumari
     Ucraineană (95,58%)
     Rusă (3,23%)
     Română (1,19%)
Conform recensământului din 2001, majoritatea populației comunei Kumari era vorbitoare de ucraineană (95,58%), existând în minoritate și vorbitori de rusă (3,23%) și română (1,19%).